# Taurus (lokomotiva)

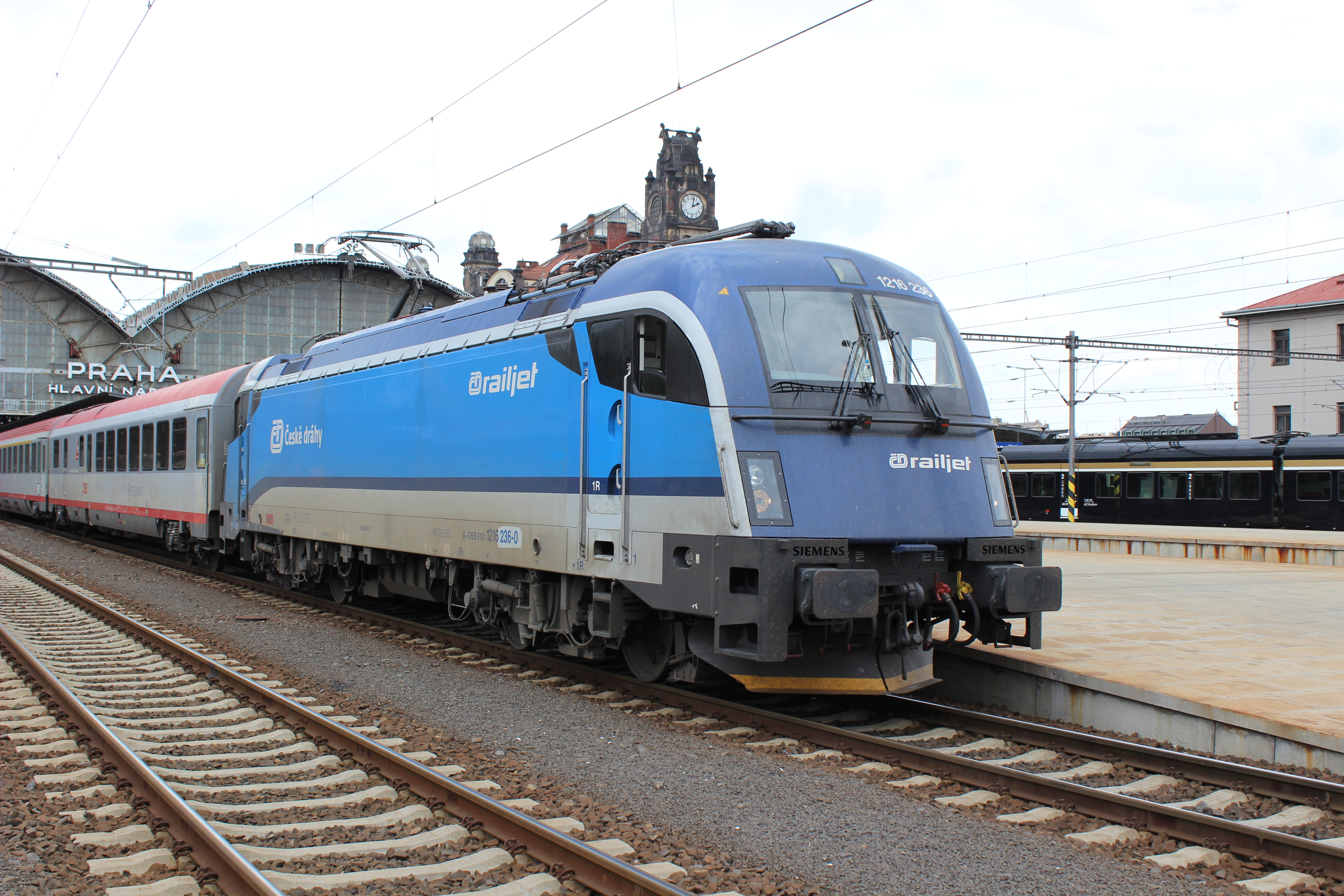
Rakouský Taurus řady 1216 v nátěru Českých drah

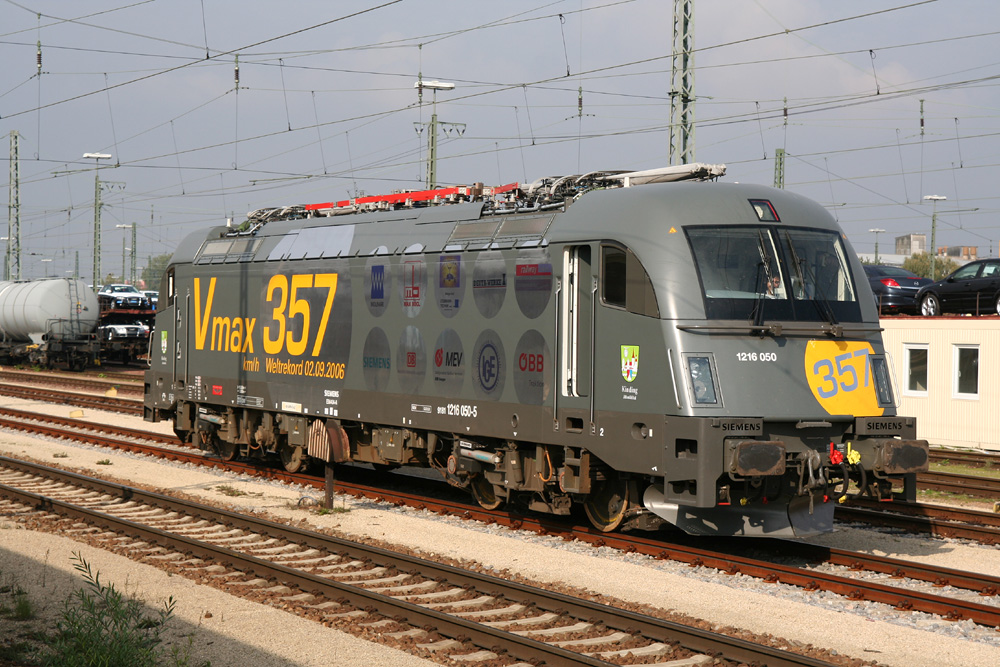
Rekordní lokomotiva 1216.050

Taurus je chráněné označení lokomotiv typu ES64U2 a ES64U4 (Siemens) ve vlastnictví Rakouských spolkových drah – řady 1016, 1116 a 1216. Obecně se tak označují i lokomotivy stejného typu jiných dopravců:
- Deutsche Bahn (Německo) ř. 182
- Dispolok (Německo) ř. 182
- Vogtlandbahn (Německo) ř. 183
- Slovenske železnice (Slovinsko) ř. 541.0, 541.1
- PKP Intercity (Polsko) ř. EU 44 nebo 5 370
- MÁV-START (Maďarsko) ř. 1047
- Győr-Sopron-Ebenfurti Vasút (Maďarsko/Rakousko) ř. 1047.5
- České dráhy (Česko) ř. 1216

## Rychlostní rekord
2. září 2006 dosáhla lokomotiva č. 1216.050 na vysokorychlostní trati Ingolstadt–Nürnberg rychlosti 357 km/h, čímž byl po 51 letech překonán rychlostní rekord klasické lokomotivy.

## Galerie

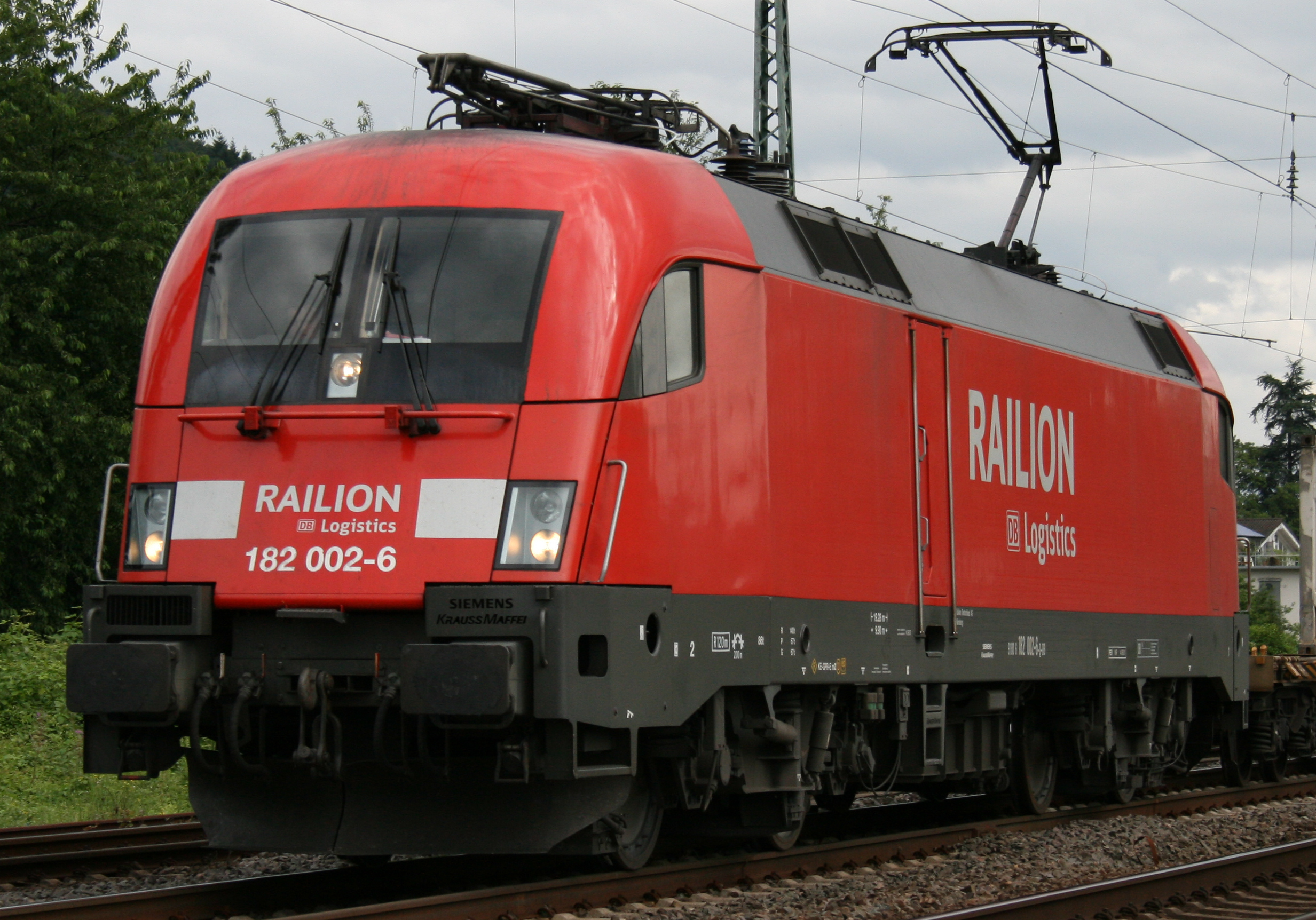
Taurus ř. 182 Deutsche Bahn
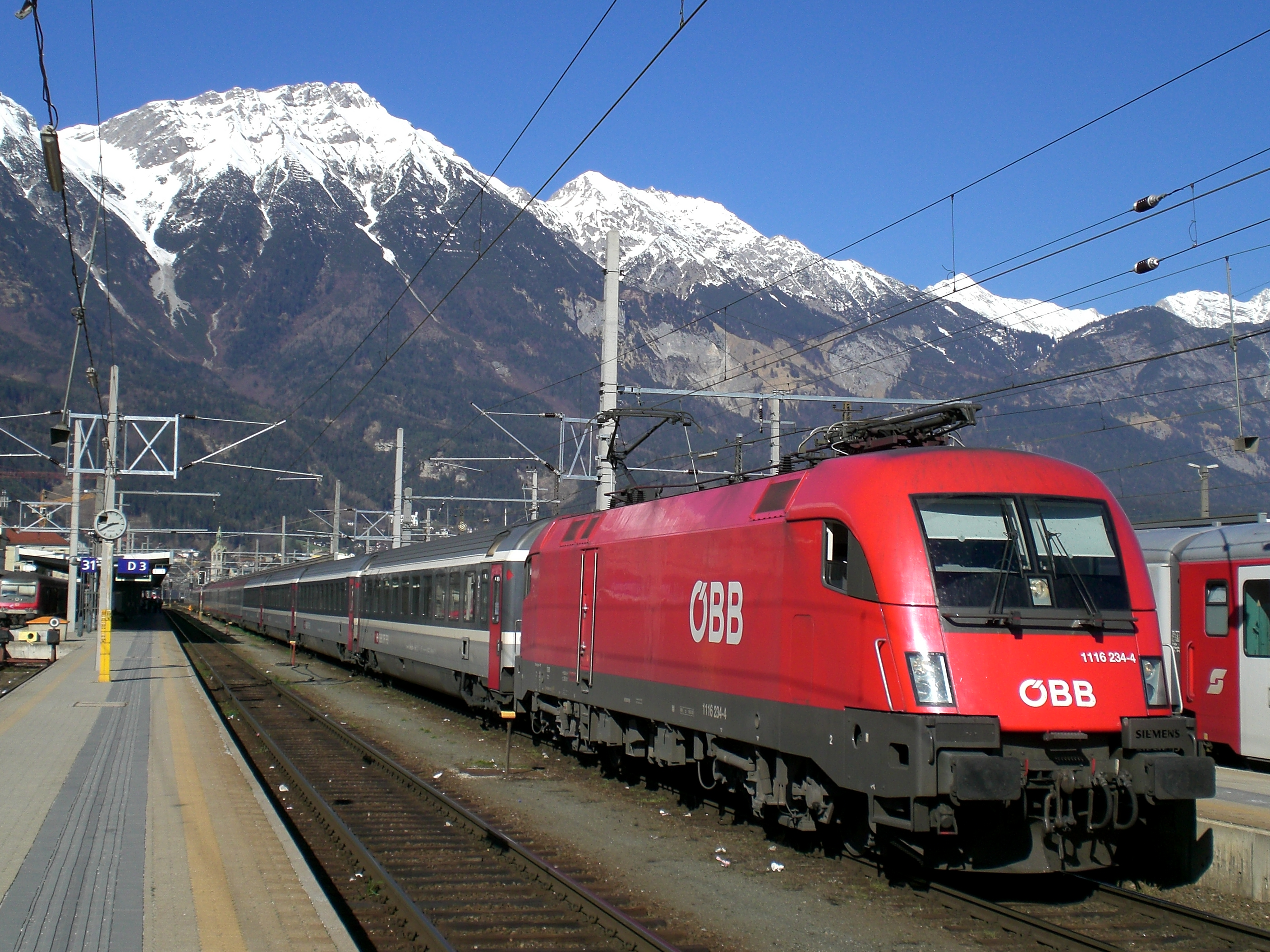
Lokomotiva 1116.234 ÖBB
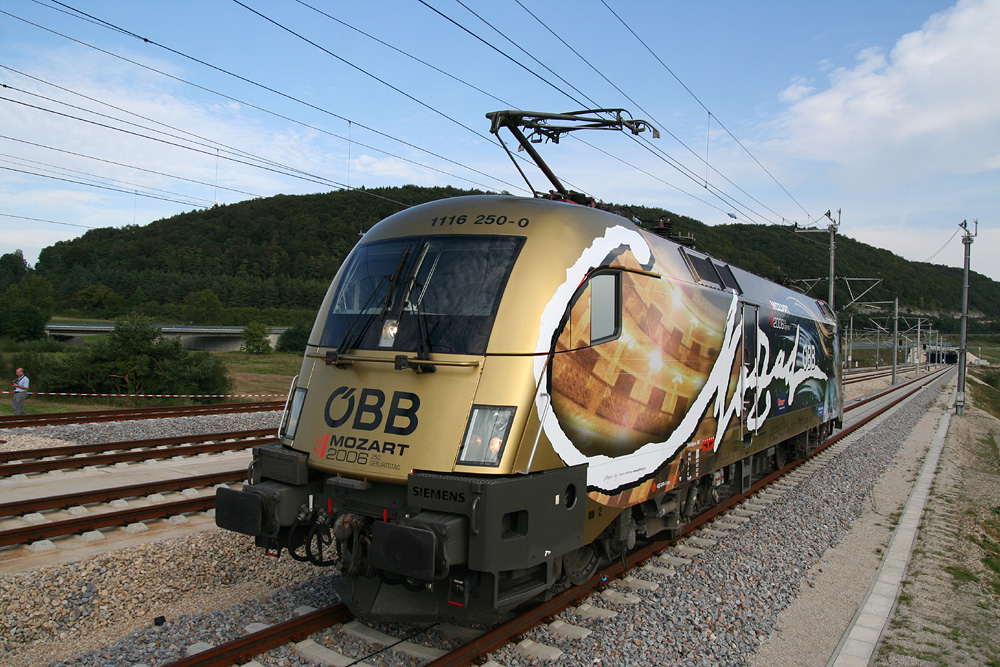
Reklamní lokomotiva „Mozart“ 1116.250 ÖBB
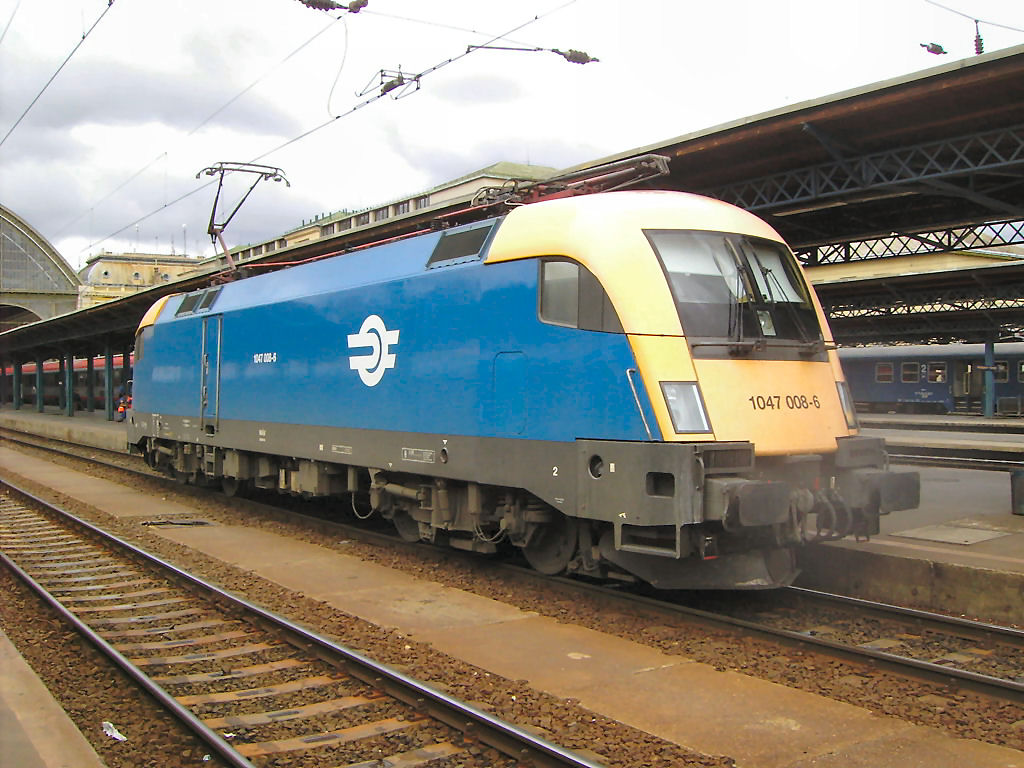
1047.008 MÁV
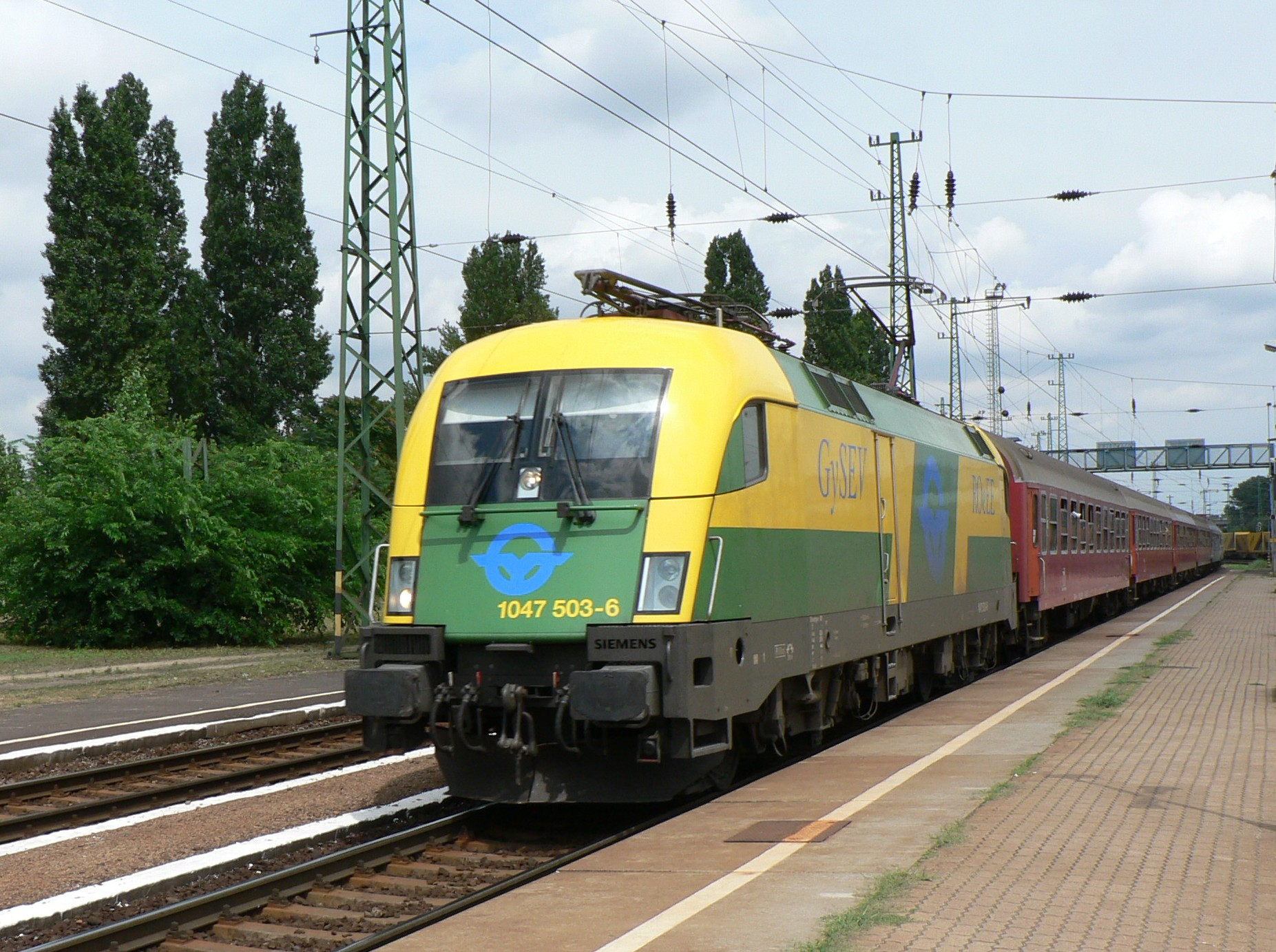
1047.503 GySEV
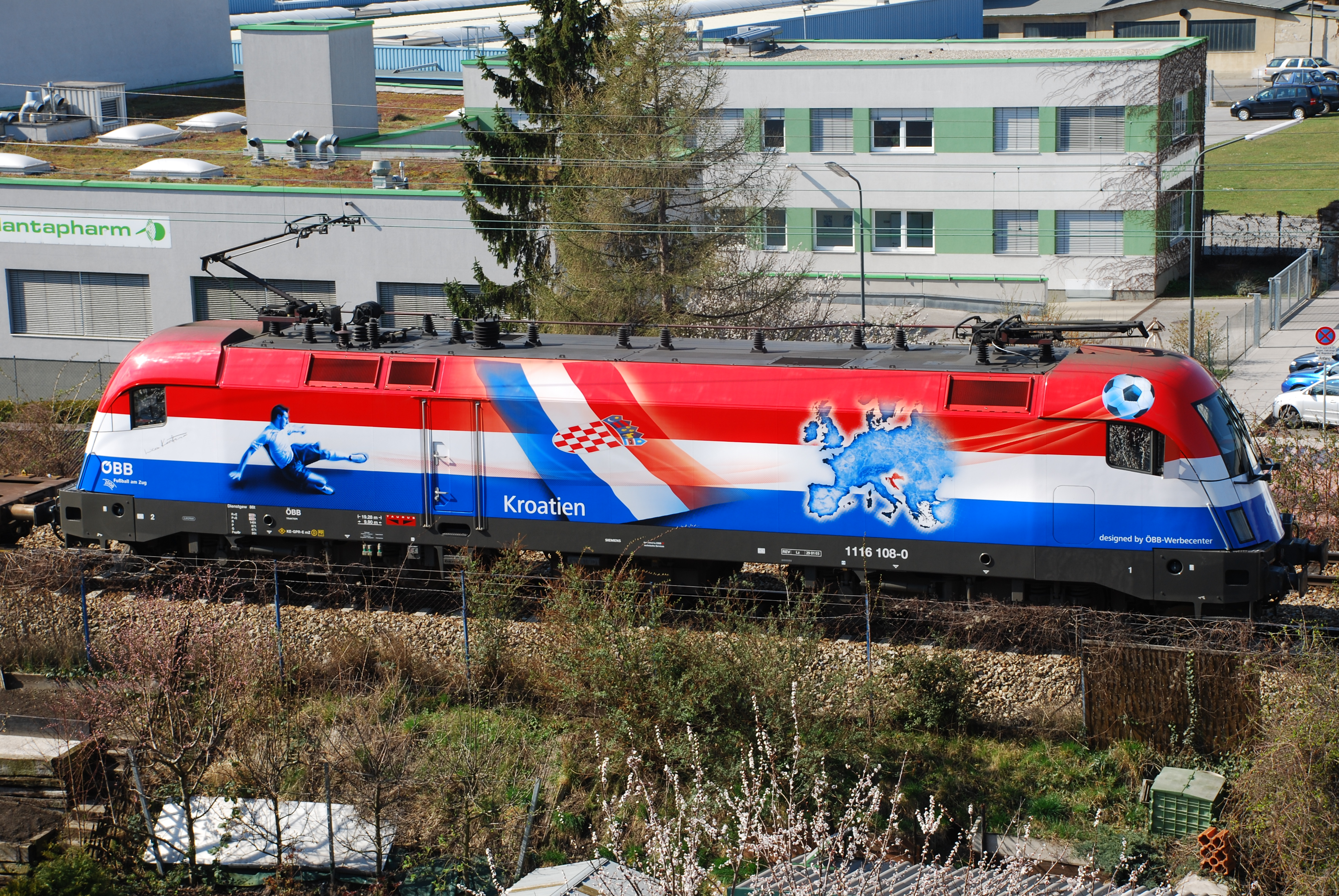
1116.108 ÖBB s reklamou na chorvatskou fotbalovou reprezentaci